# رقاقة صناعية

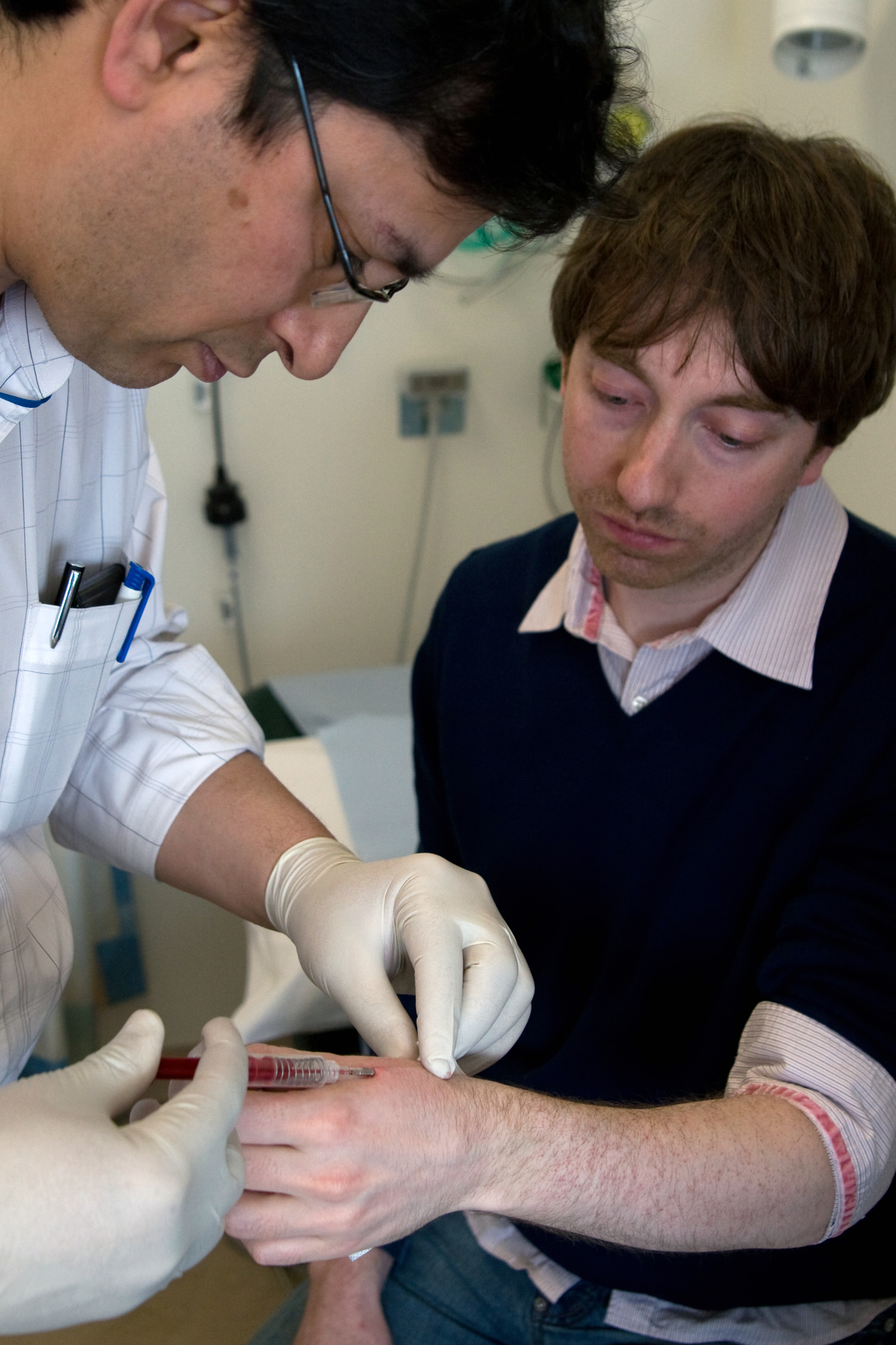
جراح يزرع شريحة RFID للعالم البريطاني الدكتور مارك جاسون في يده اليسرى (16 مارس 2009)

الرقاقة الصناعية هي جهاز مكوّن من دوائر متكاملة  و يكون عادة مغطى بالزجاج، يستجيب لـتحديد الهوية بموجات الراديو ويزرع في جسم الإنسان. هذا النوع من الأنواع المزروعة تحت الجلد عادة ما تحتوي على رقم معرّف فريد يمكن أن يكون مرتبطا بقاعدة بيانات خارجية مثل الهوية الشخصية، والتاريخ الجنائي، التاريخ الطبي، أدوية الحساسية ومعلومات الاتصال.

## التاريخ
تمت التجربة الأولى في عام 1998م من قبل العالم البريطاني كيفن وارويك. حيث قام بصنع جهاز يعينه على فتح الأبواب، إشعال و إطفاء الأضواء. بعد تسعة أيام من الزرع تمت إزالة الرقاقة من جسده، ومنذ ذلك الحين وحتى الآن و الجهاز موضوع في متحف العلوم في لندن.
في 16 آذار / مارس 2009 قام العالم البريطاني مارك غاسون (بالإنجليزية Mark Gasson) بصنع كبسولة تعمل بتقنية تحديد الهوية بموجات الراديو و زرعت له جراحيا في يده اليسرى. في نيسان / أبريل 2010 قام فريق غاسون بإظهار أته يمكن لفيروس إلكتروني قد يصيب لاسلكيا الجهازالمزرع ثم تتحول الإصابة إلى أنظمة أخرى في الجسد. مع هذة التقنية يمكن أن يصبح الدمج بين الإنسان والآلة حقيقة نظرياً لأن م هذه التقنية يمكن أن تعتبر الرقاقة الصناعية جزء من جسمه. و ينسب إليه الفضل في كونه أول إنسان يتعرض  للعدوى عن طريق فيروس الكمبيوتر (الإلكتروني). ويبدو أنه ليس لديه خطط مستقبلية لإزالة الجهاز.

### الشركات
تعتبر شركة نورالينك من الشركات الرائدة في مجال الرقاقات الصناعية.